# Centro Esportivo Ciro Nardi
O Centro Esportivo Ciro Nardi é um complexo poliesportivo e de lazer público, localizado na área central da cidade paranaense de Cascavel.

## Histórico
Na década de 1960, a administração municipal construiu um pequeno campo de futebol, com arquibancadas de madeira, denominado-o "Estádio Ciro Nardi". Quando ficou defasado, decidiu-se pela construção do Estádio Olímpico Regional, inaugurado na zona norte do município, em 1979.
Para aproveitar o espaço, o complexo multiuso de esporte e lazer foi erguido e entregue à população em 1981. O nome original, que é uma homenagem a um futebolista de destaque falecido anos antes, foi mantido.

## Estrutura
Compreende uma área de 75 mil m2, nos quais se encontram pistas poliesportivas, pista de skate, pista de atletismo oficial, piscina olímpica aquecida, sala de musculação, playground, pistas de caminhada e campos de futebol.
Diariamente cerca de duas mil pessoas frequentam o local, que tem acesso livre.

## Câmera ao vivo
- Centro Esportivo Ciro Nardi